# Muhammed Emin Hadžijahić
Hadži háfiz Muhammed Emin-efendija Hadžijahić (1837 Sarajevo, osmanská říše – 20. dubna 1892 Sarajevo, Bosna a Hercegovina), někdy uváděn jako Mehmed s příjmením Jahić, byl bosenskohercegovský islámský duchovní a pedagog bosňáckého původu.

## Životopis
Narodil se v Sarajevu, ale duchovní vzdělání získal v Istanbulu. Čtyřiadvacet let byl mudžawwidem, učitelem správné recitace Kurʼánu v sarajevské medrese Kuršumlija. Několik desetiletí byl imámem a kazatelem, hatíbem, v Carově mešitě v Sarajevu. Carova mešita byla po rakousko-uherském záboru Bosny roku 1878 na tři roky uzavřena a Hadžijahić zůstal bez příjmů. Tento stav mu nebyl lhostejný, a tak se vypravil do Istanbulu, kde si na nové politické a společenské poměry ve své vlasti stěžoval Portě. V osmanské metropoli se zdržel několik měsíců, než se vrátil zpět do Bosny. V té době začínal spolupracovat s okupačním režimem, byť s jistými výhradami. Podílel se na vyhlášeního Islámského společenství v Bosně a Hercegovině, nezávislého na osmanské říši, a nato 15. března 1883 zasedl v Zemské vakufské komise, spracující rozsáhlý majetek islámských nadací. Koncem roku 1881 podpořil vyhlášení branného zákona v Bosně a Hercegovině, který roku 1882 vyústil v povstání pravoslavných a muslimů proti habsburské okupaci. V květnu 1882 dokonce zasedl v komisi, která prováděla odvody do armády v Sarajevu. Současně se vyslovil proti odchodu muslimů z Bosny a Hercegoviny. V březnu 1884 se stal učitelem orientálních jazyků na sarajevském vyšším gymnáziu, tehdy jediném v zemi, když nahradil na jinou funkci přeřazeného Ahmeda Ribiće (stal se muftím v Bihaći). Současně téhož roku v září obsadil místo ředitele druhé národní chlapecké základní školy v Sarajevu. Ve vedení školy ho koncem roku 1885 nahradil Ribić, který byl povolán zpět z Bihaće, a v gymnáziu své místo roku 1889 přenechal Ibrahim-begovi Repovcovi.
Duchovní se dvakrát oženil, druhou ženou byla Arifa Džido. V těchto manželstvích se narodilo šest dětí, tři dcery a tři synové. Nejstarší syn Hasan Senaja (?–1888) odmítl pokračovat v otcových stopách a odstěhoval se do Istanbulu, kde vykonával advokátskou praci. Synové Husnija/Husni (?–1909) a Džemal/Džemaluddin (1891–1955) po něm převzali místo učitele správné recitace Kurʼánu.
Roku 1882 Hadžijahić obdržel Řád železné koruny III. třídy (odznak na prsou).
Muhammed Emin Hadžijahić zemřel 20. dubna 1892 po krátké nemoci. Jeho tělesné ostatky byly pohřbeny na sarajevském hřbitově Grličića brdo.